# تسانکو دیوستابانوف
تسانکو دیوستابانوف (بلغاری: Цанко Христов Дюстабанов)؛ (زاده: ۱۳ مارس ۱۸۴۴ – درگذشته: ۱۵ ژوئن ۱۸۷۶) یک انقلابی و فعال بلغاری در شورش آوریل ۱۸۷۶ بود.

## دوران کودکی و تحصیلات
دیوستابانوف در گابرووو زاده شد. گابرووو (امروزه بلغارستان نامیده می‌شود) قبلاً از اجزاء امپراتوری عثمانی بود. دیوستابانوف در مدرسه گابرووو درس خواند، و به زبانهای ترکی و فرانسوی مسلط بود و سپس در سالهای ۱۸۷۲–۱۸۷۳ در کالج روبرت در استانبول مشغول تحصیل شد.

## فعالیت‌ها
گرچه از حامیان کمپین انقلابی برای دستیابی به آزادی ملی نبود اما به تدریج در کارهای سیاسی و اجتماعی فعال شد. در سال ۱۸۷۵ او به عنوان وکیل مدرسه و از اعضای دادگاه محله انتخاب شد. او از مردم امضا جمع‌آوری کرد و برای دولت عثمانی فرستاد که در آن خواسته شده بود که زبان بلغاری به عنوان زبان دوم بعد از زبان ترکی به‌رسمیت شناخته شود. دیوستابانوف به کمیته انقلابی محل پیوست و به تدارک قیام آوریل ۱۸۷۶ کمک کرد. او به هنگام گسترش شورش رهبری قیام جدایی طلبانه را بعهده گرفت و با قوای محلی دولت عثمانی در باتوشفو، کراونیک و نووسلو به درگیری پرداخت.

## دستگیری و اعدام
در این درگیری بشدت زخمی و دستگیر شد. دیوستابانوف در دادگاه به مرگ محکوم و در ۱۵ ژوئن ۱۸۷۶ بدار آویخته شد.